# Carpodetoideae
Carpodetoideae, biljna podporodica, di poroddice  Rousseaceae. Sastoji se od 3 roda i ukupno 6 priznatih vrsta. Ime je dobila po monotipskom rodu Roussea,  čiji je jedini predstavnik  Roussea simplex, endem s Mauricijusa.

## Rodovi
1. Carpodetus J. R. Forst. & G. Forst. (4 spp.)
2. Cuttsia F. Muell. (1 sp.)
3. Abrophyllum Hook. fil. ex Benth. (1 sp.)